# Archibald Leitch

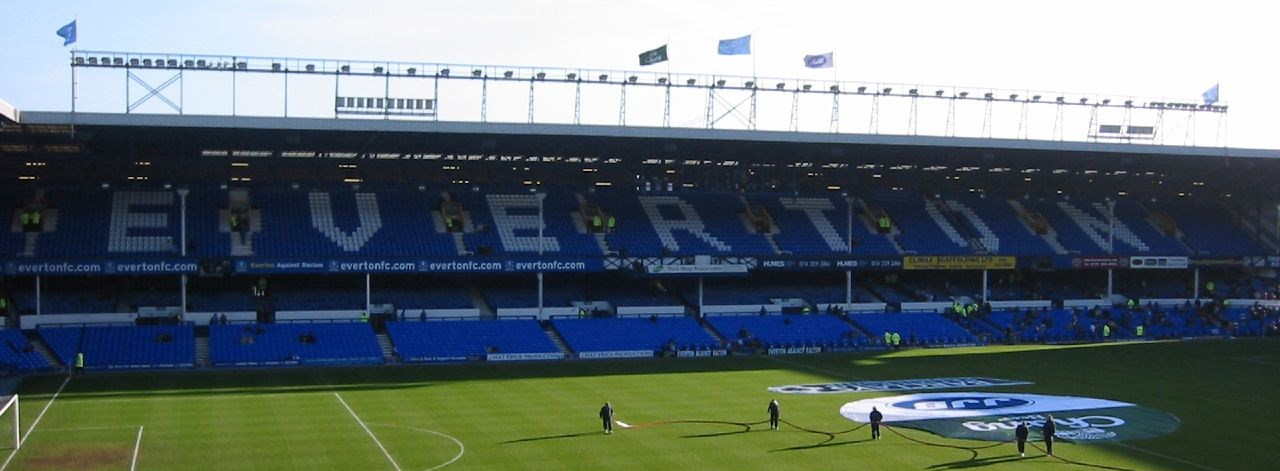
Goodison Park, hemmaarena för Everton FC.

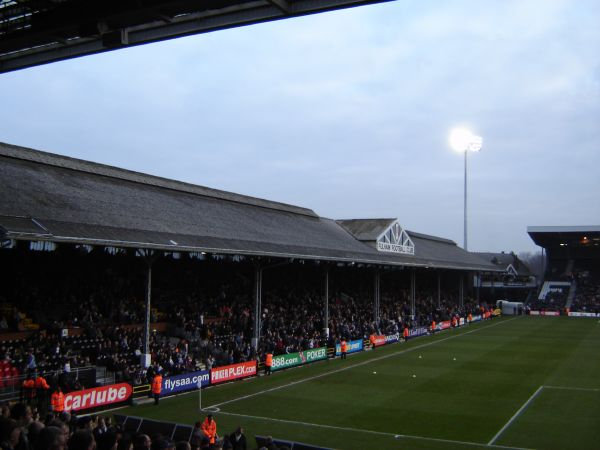
Craven Cottage, hemmaarena för Fulham FC.

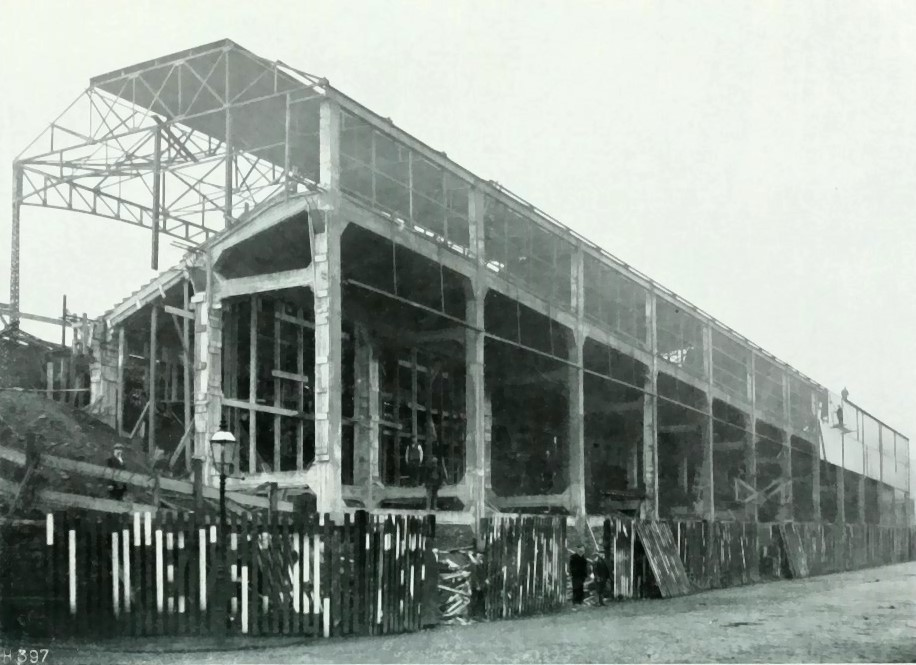
Betongläktaren Midland Road stand under konstruktion för Bradford City 1908.

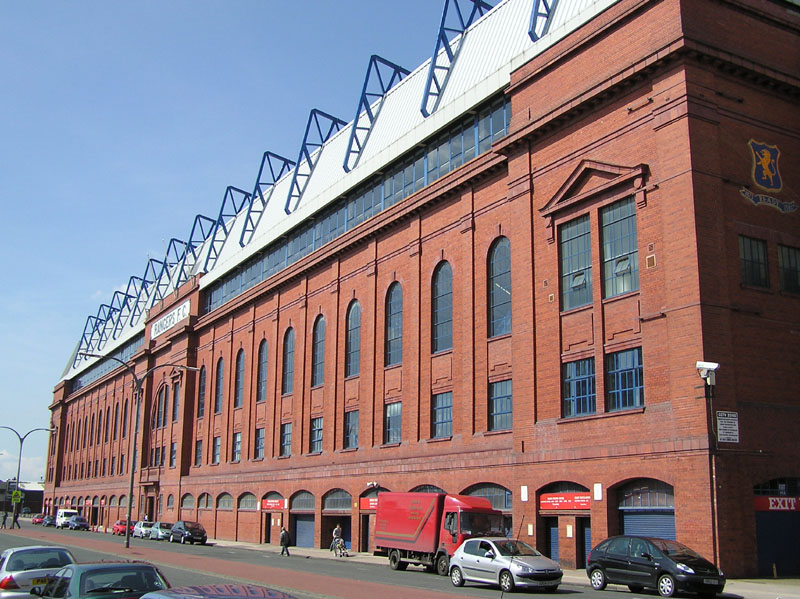
Ibrox, hemmaarena för Rangers FC.

Archibald Leitch, född 27 april 1865 i Glasgow, död 25 april 1939, var en skotsk arkitekt mest känd för att ha ritat en stor mängd fotbollsarenor på de brittiska öarna.
I Leitch tidiga arbete utformade han fabriker och industribyggnader i sin hemstad Glasgow och i Lanarkshire, med det enda kvarvarande exemplet den listade Sentinel Works på Jessie Street strax söder om Glasgows centrum. År 1896 blev han medlem i Institution of Engineers and Shipbuilders in Scotland, och senare av Institution of Mechanical Engineers. Leitch gick över till att designa fotbollsarenor när han 1899 fick i uppdrag att rita Ibrox Park, ny hemmaarena för Rangers.
Leitchs arenor betraktades inledningsvis som funktionella snarare än estetiskt eleganta, och var klart influerade av hans tidigare arbete med industribyggnader. Vanligtvis var hans läktare uppdelade i två nivåer med stålräcken på övre nivån, vilka täcktes av en serie av lutande tak utformade så att ändarna möttes ut mot spelplanen. Den centrala takspannet skulle vara klart större och ibland med en markerad fronton.
Under de kommande fyra åren blev han Storbritanniens främsta designer av fotbollsarenor. Totalt fick han i uppdrag att helt eller delvis utforma mer än 20 arenor i Storbritannien och Irland mellan 1899 och 1939.

## Verk i urval
- Anfield, Liverpool
- Arsenal Stadium, Highbury, London
- Ayresome Park, Middlesbrough
- Bramall Lane, Sheffield
- Celtic Park, Glasgow
- Craven Cottage, Fulham, London
- Deepdale, Preston
- The Dell, Southampton
- Ewood Park, Blackburn
- Fratton Park, Portsmouth
- Goodison Park, Liverpool
- Hampden Park, Glasgow
- Ibrox Park, Glasgow
- Hillsborough Stadium, Sheffield
- Molineux, Wolverhampton
- Old Trafford, Greater Manchester
- Roker Park, Sunderland
- Rugby Park, Kilmarnock
- Selhurst Park, London
- Somerset Park, Ayr
- Stamford Bridge, London
- Twickenham Stadium, Twickenham, London
- Tynecastle Stadium, Edinburgh
- Villa Park, Birmingham
- White Hart Lane, Tottenham, London
- Windsor Park, Belfast

Många av hans verk har rivits för ombyggnation (särskilt i kölvattnet av Taylor-rapporten och övergången till arenor med endast sittplatser), inte minst Trinity Road Stand på Villa Park som ansågs vara hans mästerverk som revs 2000. Huvudläktarna på Craven Cottage, Tynecastle Stadium och fasaden på huvudläktaren på Ibrox lever kvar än idag och är alla listade byggnader.